# Izagaondoa
Izagaondoa ist eine spanische Gemeinde in der Comunidad Foral de Navarra. Sie gehört zur Comarca Pirinioaurrea und liegt 29 km von Pamplona entfernt. Die Gemeinde hat 159 Einwohner (Stand: 2024) und besteht aus neun bewohnten Siedlungen (Ardanaz, Idoate, Indurain, Iriso, Lizarraga de Izagaondoa, Reta, Turrillas, Urbicáin und Zuazu) und vier unbewohnten Siedlungen (Mendinueta, Beroiz, Guerguitiain und Izanoz).